# فرودگاه شهری لا پورت (ایندیانا)
فرودگاه شهری لا پورت (ایندیانا) (به انگلیسی: La Porte Municipal Airport (Indiana)) یک فرودگاه همگانی بهره‌برداری هوایی با کد یاتا LPO است که یک باند فرود آسفالت دارد و طول باند آن ۱۵۲۴ متر است. این فرودگاه در شهر لا پورته، ایندیانا کشور ایالات متحده آمریکا قرار دارد و در ارتفاع ۲۴۷ متری از سطح دریا واقع شده است.